# Kanton Thorens-Glières
Der Kanton Thorens-Glières war von 1860 bis 2015 ein französischer Wahlkreis im Département Haute-Savoie in der früheren Region Rhône-Alpes. Er umfasste sechs Gemeinden; sein Hauptort (frz.: chef-lieu) war Thorens-Glières. Die landesweiten Änderungen in der Zusammensetzung der Kantone brachten im März 2015 seine Auflösung.

## Gemeinden
| Gemeinde        | Einwohner Jahr | Fläche km² | Bevölkerungsdichte | Code INSEE | Postleitzahl |
| --------------- | -------------- | ---------- | ------------------ | ---------- | ------------ |
| Aviernoz        | 858 (2013)     | 15,9       | 54 Einw./km²       | 74022      | 74570        |
| Évires          | 1386 (2013)    | 19,5       | 71 Einw./km²       | 74120      | 74570        |
| Groisy          | 3395 (2013)    | 21,4       | 159 Einw./km²      | 74137      | 74570        |
| Les Ollières    | 842 (2013)     | 11,6       | 73 Einw./km²       | 74204      | 74370        |
| Thorens-Glières | 3174 (2013)    | 63,1       | 50 Einw./km²       | 74282      | 74570        |
| Villaz          | 3213 (2013)    | 15,3       | 210 Einw./km²      | 74303      | 74370        |